# Arborophila torqueola
Arborophila torqueola е вид птица от семейство Phasianidae.

## Разпространение
Видът е разпространен в Бутан, Виетнам, Индия, Китай, Лаос, Мианмар и Непал.